# 倉橋部広人
倉橋部 広人（くらはしべ の ひろひと、生没年不詳）は、奈良時代の人物。

## 概要
倉橋部は崇峻天皇の名代。『続日本紀』によると、広人は、信濃国水内郡の住民で、私有の稲6万束によって貧窮民の負債を救ったため、神護景雲2年（768年）に田租を終身免除されたという。
桐原健は、広人は東国では初期の私営田領主であったとした。また、信濃国における倉橋部氏の本拠地を三登山山麓の長野市東条東沢に比定し、上駒沢新町遺跡、吉古墳3号墳、浅川の神楽橋遺跡などは倉橋部氏の遺構であるとした。